# Панченко, Анатолий Анатольевич
Анатолий Анатольевич Панченко (род. 24.06.1983, Днепропетровск, УССР, СССР) — украинский шашист и шашечный композитор (русские шашки), организатор шашечного движения, тренер, судья, журналист. Мастер спорта Украины по шашкам. Чемпион Украины по шашечной композиции 2013 года, 2015. Победитель лично-командного Кубка Украины 2004 года в составе команды Днепропетровской области. Участник юношеских первенств мира, многократный призёр юниорских чемпионатов Украины. Победитель Всеукраинской спартакиады школьников по шашкам в составе команды Днепропетровской области 2000 года. Автор и редактор выпускаемого в 2008-2009 гг. «Шашечного бюллетеня» Днепропетровской областной федерации шашек. Заместитель председателя областной федерации шашек по организации спортивно-массовой работы, активный организатор, участник и судья шашечных соревнований в области.  Директор ДЮСШ №10 г. Днепропетровска.
В 2007-2012 гг. в Днепропетровской областной федерации шашек: заместитель председателя по организации спортивно-массовой работы, ответственный от областной федерации в управлении физической культуры и спорта облгосадминистрации за проведение соревнований, командирований сборных команд области.